# Cărările gloriei
Cărările gloriei (în engleză Paths of Glory) este un film de război din 1957 regizat de Stanley Kubrick și bazat pe romanul cu același nume al lui Humphrey Cobb.

## Sinopsis
În 1916, în timpul Primului Război Mondial, generalul francez Broulard ordonă generalului Mireau să lanseze o ofensivă sinucigașă contra unei poziții germane de necucerit, numită „Furnicarul”. În momentul atacului soldații cad cu zecile, iar camarazii lor, epuizați, refuză să avanseze . 
„Cărările gloriei redă mai puțin ororile războiului, el constituie mai degrabă un studiu al structurii sociale. Lumea apare împărțită în conducători și conduși. Ofițerii dirijează evenimentele din elegante încăperi de castel, decorul accentuând indiferența lor față de soarta oamenilor. Aceștia pleacă în tranșee așa cum în timp de pace se duc la slujbă.”—  Gavin Lambert - 1958

## Primirea filmului în Europa
Filmul a fost proiectat la Munchen pe 18 septembrie 1957. Deși filmul suferă de unele neconcordanțe istorice, el a fost considerat ca o critică directă a armatei franceze datorită cruzimii scenelor finale și satirei violente contra statului major francez. Filmul a primit numeroase premii, printre care și premiul „Chevalier de la Barre”.
Sub presiunea asociațiilor de veterani francezi și belgieni, guvernul francez a protestat față de United Artists iar Ministerul Afacerilor Externe a făcut presiuni asupra Belgiei pentru a deprograma filmul. Autoritățile franceze nu au cerut însă cenzurarea filmului. În fața amplorii mișcării de contestație, producătorii filmului au decis să nu-l distribuie. Numeroase țări din europa, precum Elveția, au refuzat, de asemenea, să-l distribuie. Doar 17 ani mai târziu, în 1975, filmul a fost proiectat în Franța.

## Distribuție
- Kirk Douglas - Col. Dax
- Ralph Meeker - Cpl. Philippe Paris
- Adolphe Menjou - Maj. Gen. George Broulard
- George Macready - Brig. Gen. Paul Mireau
- Wayne Morris - Lt. Roget
- Richard Anderson - Maj. Saint-Auban
- Joe Turkel - Soldat Pierre Arnaud
- Christiane Kubrick - cântăreața Germană
- Jerry Hausner - proprietarul cafenelei
- Peter Capell - naratorul secvenței inițiale și Judecător la curtea-mrțială
- Emile Meyer - Părintele Dupree
- Bert Freed - Sgt. Boulanger
- Kem Dibbs - Soldat Lejeune
- Timothy Carey - Soldat Maurice Ferol
- John Stein - Cpt. Rousseau
- Harold Benedict - Cpt. Nichols

## Nominalizări
- Premiile BAFTA - Cel mai Bun Film , SUA; 1958